# 库拉索颂
《库拉索颂》是荷兰王国构成国库拉索的国歌。1978年7月26日，这首歌正式被采用为国歌。它共有4节，通常只演唱第一节和最后一节。第一节最为准确地体现其主题：颂扬库拉索的伟大与光荣，尽管这座岛屿本身很小。